# Raorchestes flaviventris
Raorchestes flaviventris es una especie de rana de la familia Rhacophoridae que habita en India; es endémica de las selvas de las Ghats occidentales.